# باتريك جيبسون
باتريك جيبسون (بالإنجليزية: Patrick Gibson)‏ هو ممثل أيرلندي، ولد في 19 مايو 1995 في جزيرة أيرلندا في المملكة المتحدة.

## أعمال

### مسلسلات
- أو أي

## وصلات خارجية
- باتريك جيبسون على موقع IMDb (الإنجليزية)
- باتريك جيبسون على موقع ألو سيني (الفرنسية)
- باتريك جيبسون على موقع قاعدة بيانات الفيلم (الإنجليزية)